# Cloverdale, Kalifornien
Cloverdale är en stad (city) i Sonoma County, i delstaten Kalifornien, USA. Enligt United States Census Bureau har staden en folkmängd på 8 694 invånare (2011) och en landarea på 6,9 km².